# Gonatocerus morgani
Gonatocerus morgani är en stekelart som beskrevs av Triapitsyn 2006. Gonatocerus morgani ingår i släktet Gonatocerus och familjen dvärgsteklar. Inga underarter finns listade i Catalogue of Life.